# Recuerdos (álbum)
Recuerdos es el decimocuarto álbum de estudio del cantautor mexicano Juan Gabriel, lanzado al mercado por Ariola Records el 11 de marzo de 1980. 
Un disco que “Recuerda” toda esa época que Juan Gabriel vivió como Adán Luna (primer nombre artístico de Juan Gabriel) en sus inicios en Ciudad Juárez, el primer sencillo es “He Venido a Pedirte Perdón” que se posiciona por 6 meses en los primeros lugares de popularidad en México, el sencillo se estrenó durante su presentación en el hotel Fiesta Americana Reforma de la Cd. De México ante un público que contaba con la presencia de José José, Lucía Méndez, Rocío Dúrcal y Raphael. En Estados Unidos las estaciones de country en la frontera sintonizan las canciones “He venido a pedirte perdón” y  “Busca un amor” Juan Gabriel se coloca al lado de Linda Ronstadt y Johnny Mathis en las listas de popularidad radial.

## Lista de canciones[1]
| N.º | Título                            | Duración |  |
| 1.  | «La Frontera»                     | 4:10     |  |
| 2.  | «Dulces Momentos de Ayer»         | 3:08     |  |
| 3.  | «El Noa Noa»                      | 4:17     |  |
| 4.  | «Nunca Lo Sabré, Nunca Lo Sabrás» | 2:48     |  |
| 5.  | «Quiero Saber ¿Por Qué?»          | 2:43     |  |
| 6.  | «Lástima Es Mi Mujer»             | 2:54     |  |
| 7.  | «He Venido a Pedirte Perdón»      | 4:58     |  |
| 8.  | «Yo No Nací Para Amar»            | 4:26     |  |
| 9.  | «Busca Un Amor»                   | 3:43     |  |
| 10. | «Yo Quiero Ser Igual Que Tú»      | 3:19     |  |
| 11. | «¿Por Qué Estas Enojada?»         | 3:16     |  |
| 12. | «Siempre Reza Por Mí»             | 3:20     |  |
| 13. | «Es Mi Vida (Bonus Track)»        | 3:20     |  |